# Humoristická literatura

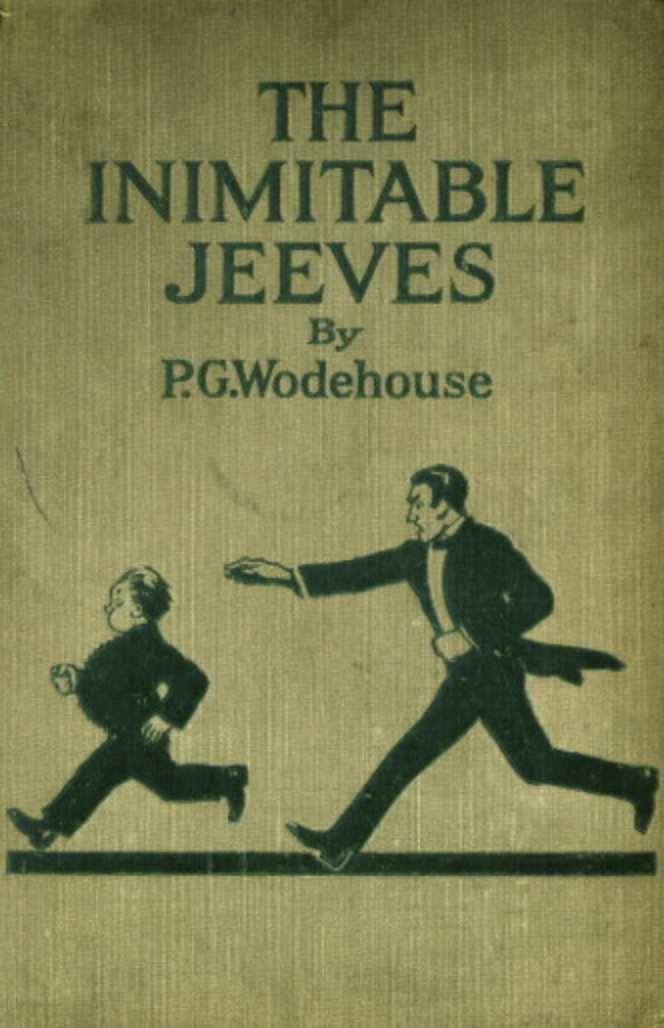
Obálka knihy P. G. Wodehouse

Humoristická literatura, řídčeji humoristika, je druh literárního projevu, jehož hlavní funkcí je pobavit čtenáře a ukázat realitu tak, že se jeví směšně či úsměvně. Postavy, ač jsou zesměšňovány, nemusí však ztrácet morální hodnotu. Podžánrem humoristické literatury je satira, u níž může funkce sociálně-kritická převážit nad zábavnou. K oblíbeným podžánrům patří parodie. Humoristická literatura má obvykle prozaickou formu (román, povídka, fejeton, humoreska, aforismus), ale může mít i veršovanou a v dějinách dokonce humoristická poezie próze předchází (viz epigram). Humoristické literatuře ve formě dramatu se říká komedie a má také prastarou tradici. Komedii však zkoumá spíše teatrologie než literární věda a je vnímána spíše v kontextu divadla než jako typ humoristické literatury (to se týká všech odvozených zábavných žánrů, jejichž podstatou je performance - estráda, vaudeville, opereta, text-appeal apod.).
Někdy je humoristická literatura na pomezí žurnalistiky (zejm. fejeton, povídka). Nejobvykleji je za synonymum humoristické literatury chápána humoristická próza. Řada prozaických děl, jež lze řadit do humoristické literatury, patří k nejslavnějším literárním dílům vůbec a je považována za světovou klasiku - Cervantesův Don Quijote, Rabelaisův Gargantua a Pantagruel, Voltairův Candide, Fieldingův Tom Jones, Dickensova Kronika Pickwickova klubu, Twainovo Dobrodružství Toma Sawyera, Haškův Švejk, Toolovo Spolčení hlupců, Hellerova Hlava XXII., Vianova Pěna dní nebo Bulgakovův Mistr a Markétka.
U některých děl, která byla vytvořena jako humoristická, však může jejich komický aspekt časem ustupovat do pozadí a počnou být vnímána více jako vážná literatura. I v dílech, jejichž humoristický statut není zpochybněn, mohou být hledány hlubší významy. Stejně tak některá díla, jež jsou obvykle považována za vážná, mohou být v nové interpretaci chápana jako spíše komická (Kafkův Proces, Joyceův Odysseus). Častěji je však humoristická literatura vnímána jako samostatný žánr, který nemůže být hodnocen podle klasických kritérií a neměl by být s vážnou literaturou srovnáván, protože jeho funkce je jiná.
K dílům, která nedošla uznání literární vědy či filozofické reinterpretace, avšak přesto jsou považována za klasiku žánru, patří kupříkladu Tři muži ve člunu Jerome Klapky Jeromeho, Nedostižný Jeeves P. G. Wodehouse, Dvanáct křesel Ilfa a Petrova, v české literatuře pak například Jirotkův Saturnin. Poměrně častým jevem jsou humoristické verze tradičních žánrů - existuje humoristická sci-fi (Stopařův průvodce po Galaxii), humoristická fantasy (Zeměplocha), humoristická romance (Deník Bridget Jonesové), humoristická literatura pro děti (Karlík a továrna na čokoládu), humoristický univerzitní román (Šťastný Jim), humoristický špionážní román (Náš muž v Havaně) apod. Často je humoristická verze žánru založena na jeho parodování.